# Goudrin
Goudrin est une localité située dans le département de Mané de la province du Sanmatenga dans la région Centre-Nord au Burkina Faso.

## Géographie
Goudrin se trouve à 18 km de Mané.

## Économie
Les activités du village reposent essentiellement sur l'agro-pastoralisme.

## Éducation et santé
Le centre de soins le plus proche de Goudrin est le centre de santé et de promotion sociale (CSPS) de Mané tandis que le centre hospitalier régional (CHR) se trouve à Kaya.
Goudrin possède une école primaire publique.